# Przełęcz Południowa (Góry Skaliste)

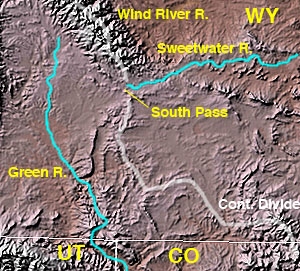
Mapa ukazująca położenie Przełęczy Południowej i źródła Sweetwater River

Przełęcz Południowa (ang. South Pass) – siodło górskie na wysokości 2301 metrów n.p.m. w kontynentalnym dziale wodnym w Górach Skalistych w południowozachodnim Wyomingu. Przełęcz znajduje się w wąskiej dolinie pomiędzy pasmem Wind River na północy i Antelope Hills na południu, w hrabstwie Fremont, 54 km na południowy zachód od miejscowości Lander. Przełęcz daje możność łatwego przekroczenia głównego łańcucha Gór Skalistych i w XIX wieku była elementem szlaków oregońskiego, kalifornijskiego i mormońskiego. Obecnie stanowi Narodowy Pomnik Historyczny USA. Przełęcz stanowi szerokie siodło porośnięte trawą i bylicą trójzębową, będąc dogodnym i niemal płaskim połączeniem pomiędzy zlewiskami Atlantyku i Pacyfiku. Po wschodniej stronie ma swoje źródła Sweetwater River, a po zachodniej Pacific Creek.

## Historia
Odkrycie przełęczy jako naturalnego przejścia przez Góry Skaliste było znaczącym wydarzeniem w dziejach ekspansji Amerykanów ku zachodowi, ale zaskakująco trudnym do osiągnięcia. Była zupełnie nieznana Lewisowi i Clarkowi, którzy podczas swej ekspedycji wybrali drogę północną wzdłuż rzeki Missouri z przejściem przez Góry Skaliste trudną przełęczą w paśmie Bitterroot w Montanie. Przełęcz Południowa do roku 1812 znana była tylko Indianom i dopiero Robert Stuart wraz z sześcioma towarzyszami z Pacific Fur Company (zwanymi Astorianami) przeszedł Rockies w tym miejscu, wracając z założonej przez siebie faktorii Astoria:
„W 1811 ekspedycja dowodzona przez Mr. Wilsona Hunta z Trenton, lubo licząca sześćdziesięciu dobrze uzbrojonych ludzi, miała takie kłopoty z Indianami w dolinie rzeki Yellowstone, że nasza grupka złożona z siedmiu ludzi, którzy opuścili Astorię pod koniec czerwca 1812, uznała drogę z roku 1811 za zbyt niebezpieczną, więc zawróciła na południowy wschód i po kilku dniach podróży przeszła przez Kordyliery przez wspaniałą 'Przełęcz Południową' w listopadzie 1812. Posuwając się dalej wschodnim kursem wkrótce dotarliśmy do rzeki Platte, dopływu Missouri, gdzie przeczekaliśmy zimę i dobiliśmy do St. Louis w kwietniu 1813” (list Ramsaya Crooksa do Detroit Free Press z 28 czerwca 1856).
Mimo tego, że odkrywcza droga Stuarta została przedstawiona prezydentowi Madisonowi, a relacja z niej opublikowana była we Francji, wiedza o tym nie dotarła do szerszej opinii publicznej w USA i traperzy jeszcze przez dziesięć lat korzystali z dłuższej północnej drogi przez góry. Dopiero w roku 1824 Jedediah Smith ponownie odkrył przełęcz. W roku 1832 pokonał ją kpt. Benjamin Bonneville z karawaną 110 ludzi i 20 wozów; była to pierwsza kolumna wozów, która przeszła tą drogą. W lipcu 1836 roku Narcissa Whitman i Eliza Spaulding były pierwszymi kobietami na tym szlaku. Pomiędzy rokiem 1848 a 1868 – do czasu uruchomienia linii kolejowej – przypuszczalnie pół miliona wędrowców pokonało Przełęcz Południową w drodze na zachód.
Przełęcz Południowa uznana została w roku 1961 za Narodowy Pomnik Historyczny USA.
Droga stanowa nr 28 przecina przełęcz, biegnąc tuż obok historycznego szlaku. W wielu miejscach widać z autostrady koleiny po wozach tamtej pionierskiej drogi.